# Gare de Sous-le-Bois
Gare de Sous-le-Bois vasútállomás Franciaországban, Maubeuge településen.

## Vasútvonalak
Az állomást az alábbi vasútvonalak érintik:
- Creil–Jeumont-vasútvonal

## Kapcsolódó állomások
A vasútállomáshoz az alábbi állomások vannak a legközelebb:
- Gare de Louvroil
- Gare de Hautmont